# Giuseppe Amadei
Giuseppe Amadei (ur. 18 marca 1919 w Guastalli, zm. 6 listopada 2020 tamże) – włoski polityk, nauczyciel i publicysta, wieloletni parlamentarzysta krajowy, kilkukrotny wiceminister, poseł do Parlamentu Europejskiego II kadencji.

## Życiorys
Ukończył studia z literatury i filozofii, zawodowo pracował jako nauczyciel języka włoskiego i łaciny. W czasie II wojny światowej współpracował z Komitetem Wyzwolenia Narodowego. W 1945 wstąpił do Włoskiej Partii Socjalistycznej, po dwóch latach przeszedł do Włoskiej Socjalistycznej Partii Robotniczej (przekształconej wkrótce w socjaldemokratów). Od połowy lat 40. zasiadał w radzie miejskiej Guastalli, był asesorem ds. edukacji w jej władzach. W 1953 został szefem PSDI w Reggio nell’Emilia, a w latach 60. zastępcą sekretarza generalnego. Kierował też biurem jednego z ministrów i firmą telefoniczną.
W 1960 zastąpił w Izbie Deputowanych zmarłego Alberto Simoniniego, zasiadał w niej nieprzerwanie przez osiem kadencji aż do 1987. Został też redaktorem naczelnym powiązanego z PSDI tygodnika „La Giustizia”. Zajmował stanowiska wiceministra przemysłu, handlu i rzemiosła (1970–1972) oraz wiceministra finansów (1972–1974, 1979–1982) w łącznie ośmiu lewicowych gabinetach.
W latach 1976–1979 i 1984–1989 zasiadał także w Parlamencie Europejskim, kierował w nim Komisją ds. Regulaminu i Petycji oraz Komisją ds. Regulaminu, Weryfikacji Mandatów i Immunitetów. W 1987 bezskutecznie kandydował do Senatu. W 1989 należał do założycieli ugrupowania Unità e Democrazia Socialista, w tym samym roku powrócił do Włoskiej Partii Socjalistycznej. W 1992 wycofał się z polityki. Zajął się m.in. publicystyką i krytyką dotyczącą sztuki współczesnej, w tym malarstwa i rzeźby, a także kolekcjonowaniem dzieł sztuki.

## Życie prywatne
Był żonaty, miał dwie córki. Dożył wieku 101 lat.